# 第2極東戦線
第2極東戦線（ロシア語: 2-й Дальневосточный фронт、第2極東方面軍、もしくは第2極東正面軍とも）は、第二次世界大戦末期（ソ連対日参戦時）にソ連極東地域に設置された赤軍の方面軍級部隊である。

## 概要
1945年8月5日、極東戦線（第2赤旗軍、第15軍、第16軍、第10航空軍、第5狙撃軍団、第88狙撃大隊、カムチャッカ防衛地区）に基づき設置された。その外、赤旗アムール小艦隊と北太平洋小艦隊が、戦線の作戦統制下に入った。
8月9日～9月2日の戦略満洲作戦時、戦線は、アムール小艦隊と協同でスンガリ作戦を、北太平洋小艦隊と協同で南サハリン（南樺太）、クリル（千島列島）上陸作戦を行った。戦線主力は、スンガリ（松花江）、チチハル、ジャオヘイ方面で行動した。戦線部隊は、関東軍の第4軍、第一方面軍の一部と第五方面軍を撃破した。ソ連軍部隊は、チチハル方面で100～150km、スンガリ方面で300km前進した。第2赤旗軍はカロジャン、ルンジェン地区に、第15軍はサンシン地区に、第5狙撃軍団はボリ（勃利県）地区に進出した。
1945年10月1日、9月1日付最高司令部スタフカの命令により、第2極東戦線は解散され、その指揮機関は極東軍管区に再編された。

## 編制
- 第2赤旗軍
- 第15軍
- 第16軍：司令官A.チェレミソフ少将
- 第10航空軍
- 第5独立狙撃軍団
- カムチャッカ防衛地区：司令官A.グネチコ少将
- アムール小艦隊（ロシア語版）
- 北太平洋小艦隊（英語版）

## 指揮官
- 司令官：マクシム・プルカエフ上級大将
- 軍事会議議員：ドミトリー・レオーノフ中将
- 参謀長：F.シェフチェンコ中将

## 最終所属部隊
- 第2赤旗軍
- 第15軍
- 第16軍
- 第10航空軍
- 第5独立狙撃軍団
- カムチャッカ防衛地区